# جوش هال
جوش هال (بالإنجليزية: Josh Hall)‏ هو لاعب كرة قاعدة أمريكي، ولد في 16 ديسمبر 1980 في لينشبرغ في الولايات المتحدة.

## وصلات خارجية
- جوش هال على موقع دوري كرة القاعدة الرئيسي (الإنجليزية)
- جوش هال على موقعبيزبول رفرنس.كوم (الدوري الرئيسي) (الإنجليزية)
- جوش هال على موقع إي إس بي إن.كوم (أم.أل.بي) (الإنجليزية)
- جوش هال على موقع مشجعي الرسوم البيانية (الإنجليزية)